# Deporte en Asturias
Dentro del deporte en Asturias destaca principalmente el fútbol como modalidad más practicada. No obstante, a lo largo de la historia han salido de la cantera asturiana numerosos deportistas en diversas disciplinas minoritarias, tanto individuales como colectivas.

## Deportes de equipo
Equipos representativos del Principado de Asturias que han competido en la máxima categoría nacional de sus correspondientes deportes.
Datos de número temporadas actualizados hasta el final de la temporada 2018-19.
| Equipo                                | Deporte              | Fundación | Liga  | Liga | Liga | Liga | Copa | Copa | Europa | Europa | Europa |  |
| Equipo                                | Deporte              | Fundación | Veces | 1.º  | 2.º  | 3.º  | 1.º  | 2.º  | CE     | LE     | RE     |  |
| ------------------------------------- | -------------------- | --------- | ----- | ---- | ---- | ---- | ---- | ---- | ------ | ------ | ------ |  |
| Club Patín Gijón Solimar              | Hockey Sobre Patines | 1995      | 17    | 3    | 4    | 4    | 4    | 4    | 5      |        |        |  |
| Club Medina de Gijón                  | Voleibol             | 1965      |       | 3    |      | 4    | 3    | 2    |        |        |        |  |
| Club Bádminton Oviedo                 | Bádminton            | 1999      | 6     | 1    |      | 2    |      |      |        |        |        |  |
| Club Patín Cibeles                    | Hockey sobre patines | 1953      | 13    |      |      | 1    | 1    | 1    |        |        | 1      |  |
| El Llano Béisbol Club                 | Béisbol              | 1986      | 11    |      |      |      | 1    |      |        |        |        |  |
| Club Balonmano La Calzada             | Balonmano            | 1995      | 3     |      |      |      | 1    |      |        |        |        |  |
| Real Sporting de Gijón                | Fútbol               | 1905      | 42    |      | 1    | 1    |      | 2    |        |        |        |  |
| Real Oviedo                           | Fútbol               | 1926      | 38    |      |      | 3    |      |      |        |        |        |  |
| Club Deportivo Cid Jovellanos         | Voleibol             | 1961      |       |      |      |      |      | 1    |        |        |        |  |
| Real Oviedo (femenino)                | Fútbol               | 1980      | 22    |      |      |      |      |      |        |        |        |  |
| Real Sporting de Gijón Femenino       | Fútbol               | 1995      | 5     |      |      |      |      |      |        |        |        |  |
| Oviedo Hockey Club                    | Hockey sobre patines | 1987      | 9     |      |      |      |      |      |        |        |        |  |
| Club Balonmano Naranco                | Balonmano            | 1978      | 8     |      |      |      |      |      |        |        |        |  |
| Real Grupo de Cultura Covadonga       | Voleibol             | 1938      |       |      |      |      |      |      |        |        |        |  |
| Real Grupo de Cultura Covadonga       | Voleibol             | 1938      | 2     |      |      |      |      |      |        |        |        |  |
| Club Voleibol La Calzada              | Voleibol             |           |       |      |      |      |      |      |        |        |        |  |
| Club Balonmano Gijón                  | Balonmano            | 1985      | 7     |      |      |      |      |      |        |        |        |  |
| Gijón Mariners                        | Fútbol americano     | 2001      | 8     |      |      |      |      |      |        |        |        |  |
| Club Patín Areces                     | Hockey sobre patines | 1965      | 5     |      |      |      |      |      |        |        |        |  |
| Real Oviedo Rugby                     | Rugby                | 1983      | 4     |      |      |      |      |      |        |        |        |  |
| Gijón Baloncesto                      | Baloncesto           | 1982      | 4     |      |      |      |      |      |        |        |        |  |
| Club Balonmano Villa de Avilés        | Balonmano            | 1980      | 2     |      |      |      |      |      |        |        |        |  |
| Gijón Fútbol Femenino                 | Fútbol               | 2000      | 1     |      |      |      |      |      |        |        |        |  |
| Club Patín Cuencas Mineras            | Hockey sobre patines | 2014      | 2     |      |      |      |      |      |        |        |        |  |
| Asturhockey Club Patín                | Hockey sobre patines | 2015      | 1     |      |      |      |      |      |        |        |        |  |
| Agrupación Balonmano Gijón Jovellanos | Balonmano            | 2009      | 2     |      |      |      |      |      |        |        |        |  |
| Club Deportivo Universidad de Oviedo  | Ajedrez              |           | 1     |      |      |      |      |      |        |        |        |  |
| Real Grupo de Cultura Covadonga       | Ajedrez              |           | 2     |      |      |      |      |      |        |        |        |  |
| Centro Asturiano de Gijón             | Ajedrez              |           | 2     |      |      |      |      |      |        |        |        |  |

| Liga: Máxima categoría de cada deporte |
| Copa: Copa del Rey/Reina               |
| Europa: Competiciones europeas         |
| CE: Copa de Europa                     |
| LE: Segunda competición europea        |
| RE: Recopa de Europa                   |

|  | Equipo femenino     |
|  | Equipo desaparecido |
|  | Campeón             |
|  | Subcampeón          |
|  | Tercero             |

## Fútbol

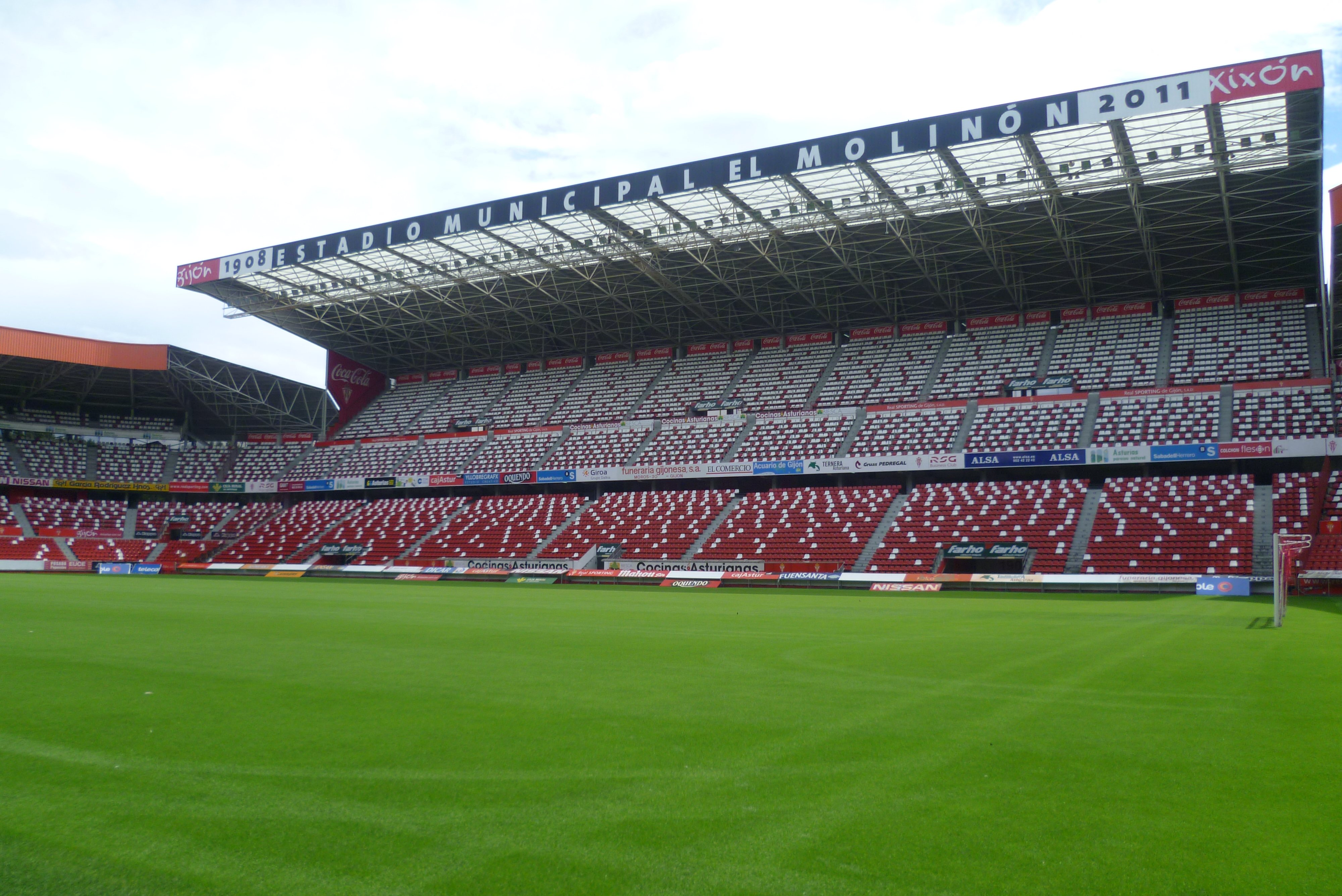
Imagen de El Molinón, estadio del Sporting de Gijón.

En Asturias, se vive mayoritariamente, como en el resto de España, el fútbol masculino como deporte rey. En este ámbito destacan muy por encima del resto el Real Sporting de Gijón y el Real Oviedo, tanto en historia, como en afición, en logros o en otros muchos aspectos.
Cabe destacar la rivalidad deportiva que mantienen estos dos clubes, que ve su máximo esplendor cuando ambos equipos se enfrentan en el estadio derbi asturiano, tanto en El Molinón como en el Estadio Carlos Tartiere, convirtiéndose estos eventos en auténticas fiestas del fútbol asturiano. Los mayores logros del Sporting fueron conseguidos a finales de los años 70 y principios de los 80, cuando logró un subcampeonato de la Primera División, llegó a dos finales de la Copa del Rey y se clasificó varias veces para competiciones europeas (6 participaciones en la Copa de la UEFA; todo ello gracias a jugadores de la talla de Quini, Ferrero o Joaquín. El Real Oviedo, por su parte, tuvo sus mejores años en los años 30 y 40 gracias a jugadores como Lángara o Herrerita y tiene por sus mayores méritos tres terceros puestos en Primera y una participación en la Copa de la UEFA, en 1991. Otros grandes jugadores del Oviedo fueron Emilín, Lacatus, Carlos o Prosinečki, entre muchos otros. También participaron en la Segunda división equipos como el Real Avilés (que también actuó como Stadium Avilesino o Real Avilés Industrial y como C. D. Ensidesa), el Caudal Deportivo y el Unión Popular de Langreo (antes de la fusión, el CP La Felguera ya había participado).
Al margen de la élite del deporte, el fútbol también se vive intensamente en Asturias, donde existen más de 300 clubes inscritos en la Real Federación de Fútbol del Principado de Asturias y se juegan cada fin de semana más de 400 partidos. Consecuentemente, la mayor parte de las ayudas públicas van dirigidas a este deporte aunque estas ayudas dependen de las decisiones políticas.

## Ajedrez
El ajedrez es un deporte con gran arraigo en el Principado contando en la mayor parte de centros educativos con clases de ajedrez de forma periódica. La competición más destacada a nivel regional es el Campeonato de Asturias por Equipos, organizado por la FAPA, por su gran número de equipos y jugadores participantes. Además, diversos ajedrecistas asturianos han destacado a nivel nacional, como Román Torán o Antonio Rico, y otros tantos clubes del Principado como el Club Deportivo Universidad de Oviedo o el Centro Asturiano de Gijón.

## Artes Marciales Mixtas
Joel Álvarez, nacido en Gijón, es sin duda la cara visible de Asturias en este deporte, que compite en la categoría de peso ligero de Ultimate Fighting Championship (UFC). En noviembre de 2021 se convirtió en el primer español en alzarse entre los 15 mejores peleadores en una división de la UFC, lo hizo en la categoría peso ligero, repitiendo este hito en 2025.

## Atletismo
Entre los atletas asturianos, cabe destacar a Yago Lamela, que acumula varios campeonatos de España ; a Ana Amelia Menéndez, campeona de España de 800 m y 1500 m; a Bruno Toledo, campeón nacional de 10 000 m; Martina de la Puente, plusmarquista española de lanzamiento de peso absoluta y promesa tanto al aire libre como en pista cubierta, además de varios campeonatos de España; al velocista Pedro Pablo Nolet, que también cuenta con dos campeonatos estatales y a Rocío Ríos, campeona nacional de 5000 m, 10 000 m, media maratón y maratón, además del récord español femenino de media maratón.

## Automovilismo

### Fórmula 1

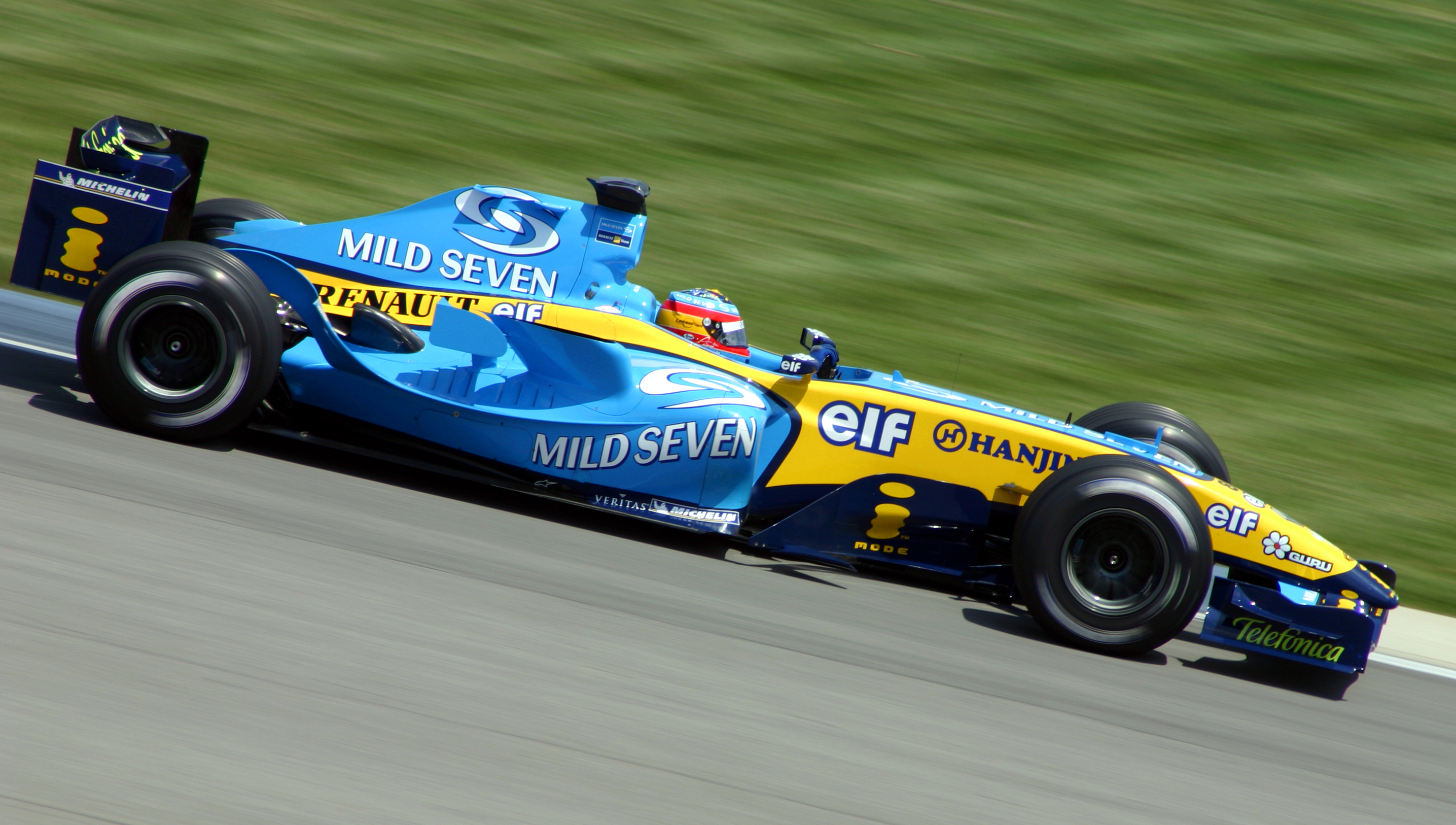
Fernando Alonso en su monoplaza. (2004)

La figura más conocida del automovilismo asturiano y español es Fernando Alonso, piloto ovetense que logró el Campeonato Mundial de Fórmula 1 en 2005 y 2006, siendo el primer (y, a fecha de 2025, único) piloto asturiano en esta categoría, además del primer español en ganar carreras y ser campeón del mundo, y uno de los primeros en subirse al podio. Fernando Alonso se inicia en karts, logrando un Campeonato de Asturias, y posteriormente dos de España en esta modalidad. Tras unos años plagados de éxitos en ellos, resultando también campeón del Campeonato Mundial de Karting en 1996, da el salto al mundo de la Fórmula 1, donde tras 3 temporadas se proclama campeón del mundo, siendo el piloto más joven de la historia en hacerlo en su momento.
La carrera del ovetense ha gozado de un gran seguimiento por parte de la población española, y, muy especialmente, la asturiana, destacando las Mareas Azules, nombre por el que se conoce a la gran masa de personas que se desplaza para ver las carreras del asturiano portando multitud de banderas asturianas que dan colorido a la grada. Además utiliza casco azul y amarillo, a la vez que obtuvo dos campeonatos con el equipo Renault que llevaba decoración azul y amarilla.
Fernando Alonso es sin duda, el deportista actual más conocido, mejor pagado y con mayor seguimiento del Principado. Además, su meteórica progresión también ha ayudado a que Asturias sea conocida por todos los rincones del mundo gracias a la estrecha relación entre el piloto y la región.

### Rallies

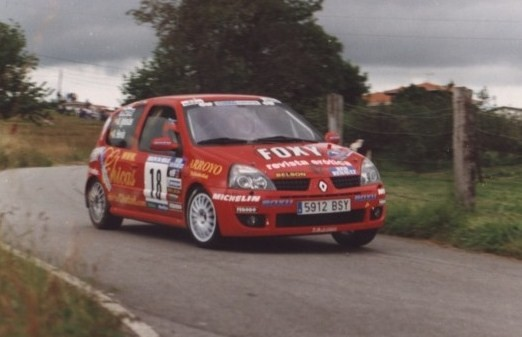
Alberto Hevia en el Rallye de Avilés (2002).

Entre los rallies, destacan el Rally Príncipe de Asturias, el Rally Villa de Llanes y el Rally de Avilés todos ellos pertenecientes al Campeonato de España de Rally. En el Campeonato de Asturias de Rally tienen lugar pruebas como el Rally Vino de la Tierra de Cangas, Villa de Tineo, del Carbón, Villa de Luarca, de la Manzana y la Sidra o Gijón-Carreño.
Destacan pilotos en activo como Alberto Hevia, vencedor del Campeonato de España en 2004; José Antonio López-Fombona, campeón de España de Montaña en 2007; Bernardo Cardín; Sergio López-Fombona o Marcelino Hevia. También pilotos ya retirados como Daniel Alonso, Roberto Solís; Kiko Cima; o José Bernardo Pino.

## Baloncesto

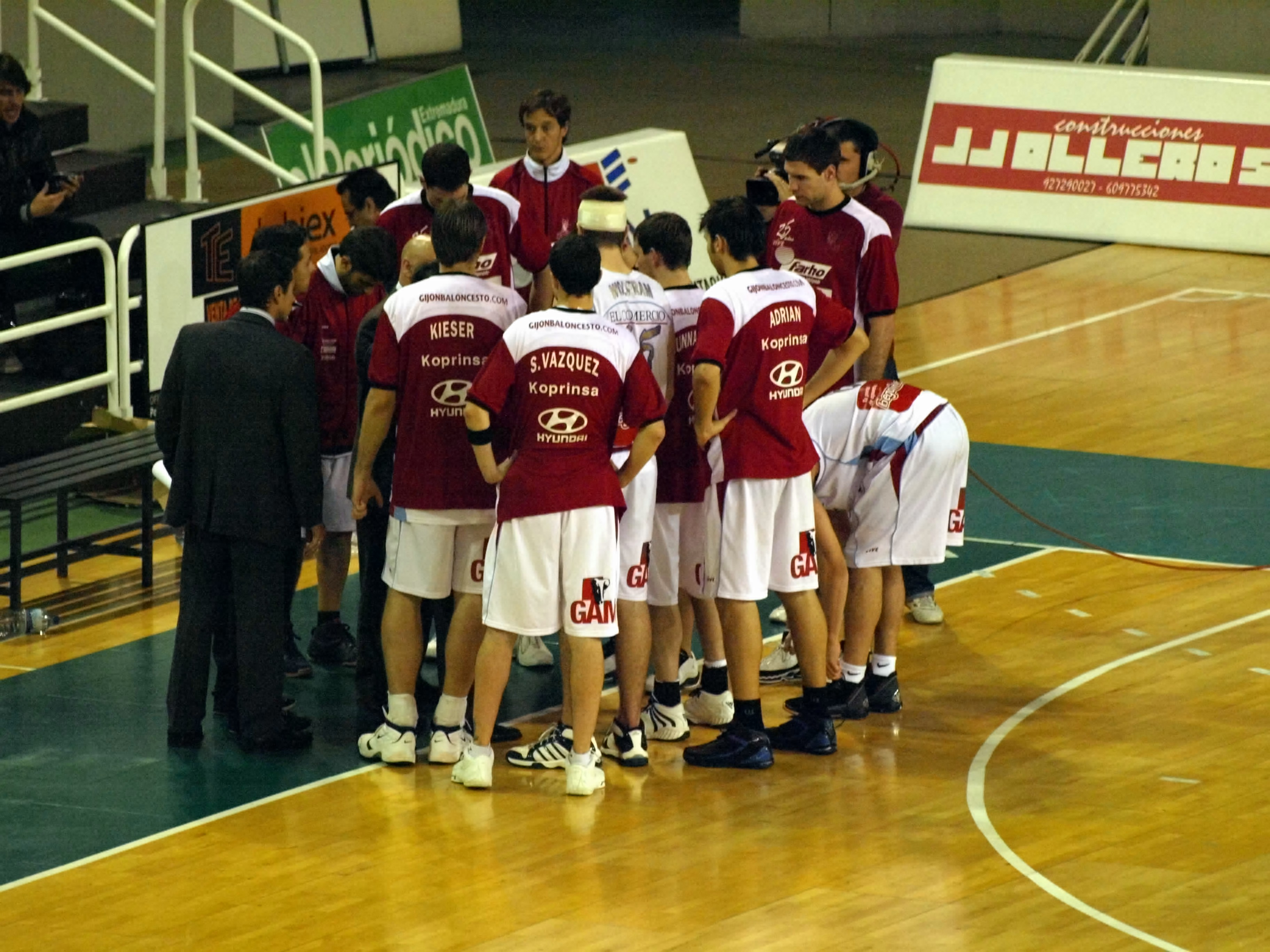
Farho Gijón en un partido en el año 2016

En baloncesto masculino, el Gijón Baloncesto compitió 4 temporadas en la máxima división nacional, la Liga ACB, y pasaron por el club grandes jugadores como Luis Scola (oro en los Juegos Olímpicos de Atenas 2004 defendiendo a su país, Argentina), Óscar Yebra (internacional con España en esos mismos JJOO) o Lou Roe, estadounidense elegido MVP en su año con el Gijón. En la actualidad, el Oviedo Club Baloncesto compite en la Liga Española de Baloncesto Oro, el Círculo Gijón Baloncesto y Conocimiento en la Liga Española de Baloncesto Plata, el Gijón Basket en la Liga EBA, y el Real Grupo de Cultura Covadonga en la Primera División Nacional de Baloncesto
En baloncesto femenino, la AD Universidad de Oviedo y la Agrupación Deportiva Baloncesto Avilés compiten en la Liga Femenina 2.
En la Federación de Baloncesto del Principado de Asturias, organismo que rige todas la categorías -masculinas y femeninas- del baloncesto asturiano, están inscritos más de 100 clubes.

## Balonmano
El balonmano cuenta con una gran tradición en el Principado, y está representado por el Club Balonmano La Calzada, la Agrupación Balonmano Gijón Jovellanos, el Real Grupo de Cultura Covadonga, la Asociación Atlética Avilesina, el Balonmano Base Oviedo y el Club Balonmano Gijón.
El balonmano asturiano demostró su altísimo nivel cuando tres jugadores del Principado, Alberto Entrerríos, Raúl Entrerríos y Rubén Garabaya se proclamaron, con la selección española, campeones del mundo en 2005.
La cantera asturiana siempre ha sido de las más prolíficas. El último gran jugador salido de Asturias ha sido Carlos Ruesga que actualmente es central del Sporting de Lisboa, de la Liga Portuguesa y que recientemente ha debutado con la Selección

## Ciclismo
A lo largo de la historia siempre ha habido ciclistas asturianos, entre los que destaca José Manuel Fuente, "El Tarangu", ciclista sierense que llegó a ganar trece etapas de las consideradas grandes vueltas del ciclismo y dos Vueltas a España, y del que se decía que pudo haber conseguido multitud de éxitos de no haber coincidido con el belga Eddy Merckx. Más recientemente el ciclismo astur siempre ha estado representado, con corredores como el ovetense Samuel Sánchez, campeón olímpico en los Juegos de Pekín 2008, el gijonés Chechu Rubiera, gregario de confianza de ciclistas como Lance Armstrong, entre otros; o el moscón Santi Pérez, quien tuvo en enorme salto de rendimiento en 2004 pero después quedó desacreditado tras dar positivo en un control antidopaje por homotransfusión de sangre.
Actualmente, Asturias cuenta con un buen número de ciclistas profesionales: en 2006 José Luis Rubiera y Benjamín Noval (Discovery Channel), Samuel Sánchez (Euskaltel-Euskadi), Dani Navarro y Carlos Barredo (Liberty Seguros), Luis Pasamontes (Unibet.com), Mario de Sárraga (Relax-GAM) y Mario Sánchez (Andalucía-Paul Versan).
Además, el territorio asturiano es escenario de importantes finales de etapa de la Vuelta a España (L'Angliru, Lagos de Covadonga) y carreras como la Vuelta a Asturias, la Vuelta a los Valles Mineros (actualmente no profesional) o la desaparecida Subida al Naranco.

## Deportes ecuestres
Dentro de los deportes ecuestres, Asturias destaca en salto ecuestre, con seis jinetes nacidos en Asturias que han sido campeones de España absolutos: Eduardo Pérez Pérez-Lastra, Luis Jesús Escobar Jiménez, Alberto Honrubia Alvariño, Sergio Álvarez Moya, Gerardo Menéndez Mieres y Julio Arias Cueva. En Asturias se celebran dos Concursos de Saltos Internacionales (CSI), el Concurso de Saltos Internacional de Gijón una de las competiciones más importantes de España, y el Concurso de Saltos Internacional de Maeza, además de un Concurso de Saltos Nacional (CSN) de la Liga Nacional de Saltos de la Real Federación Hípica Española que organiza el Club Hípico Astur.

## Gimnasia rítmica

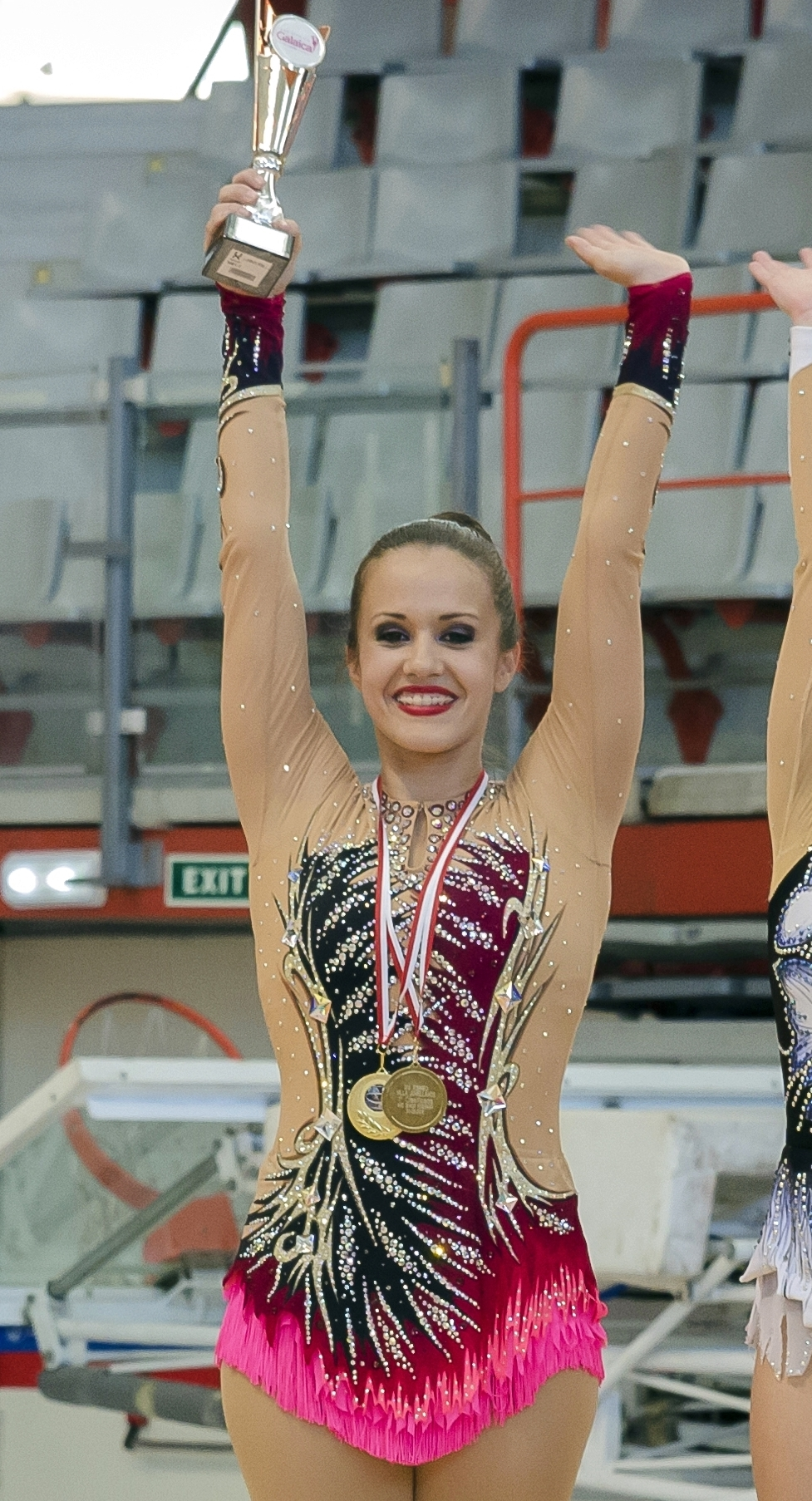
Raquel Rodríguez (2015).

Asturias ha tenido destacadas gimnastas rítmicas como Marta Aberturas, campeona del mundo de conjuntos en 1991, Raquel Rodríguez, 4 veces campeona de España en la general, o Eugenia Onopko, internacional con la selección nacional. En la actualidad varios clubes asturianos compiten en los Campeonatos de España de Gimnasia Rítmica, como la Asociación Deportiva Omega de Oviedo, el Club Rítmica Galaica de Gijón, el Club Rítmica La Corredoria de Oviedo, la Escuela Rítmica Astur de Gijón, el Club Escuela Rítmica de Oviedo (CERO), la Agrupación Deportiva Gimnástica de Gijón, o el Club Rítmica Milany de Gijón.

## Hockey sobre patines
En categoría masculina, Asturias contó con un club histórico en el hockey sobre patines español, el Club Patín Cibeles. Actualmente tiene un equipo en la OK Liga Plata, el Oviedo Booling Club, y otro en OK Liga Bronce, el Club Patín Areces. 
En categoría femenina, el Gijón Hockey Club (conocido bajo diferentes nombres a lo largo de los años, en función de los cambios de patrocinadores; desde la temporada 2017-18, se denomina Telecable Hockey Club) compite en la máxima competición nacional, la OK Liga femenina, y ha ganado la Copa de Europa en 2007, 2009, 2010, 2012, 2018 y 2023, galardón nunca antes alcanzado por ningún equipo asturiano en ningún otro deporte.

## Montañismo
La orografía montañosa de Asturias hace que sea una región en la que abunden los montañeros. Con cumbres emblemáticas como la del Naranjo de Bulnes o Torrecerredo, los Picos de Europa destacan a nivel internacional. Entre los montañeros que más logros han cosechado sobresalen Jorge Egocheaga, que tiene en su haber varios ochomiles y está enfrascado en la aventura de conseguir las cumbres más altas de todos los continentes, y Rosa Fernández, la primera mujer asturiana en alcanzar la cima del Everest.

## Piragüismo
En el piragüismo asturiano destaca la figura del palista maliayés Manuel Busto, que cuenta en su palmarés con ocho campeonatos del mundo: 2000 (K1), 2001 (K1), 2002 (K1), 2004 (K1 y K2), 2005 (K1 y K2) y 2006 (K2).

### Descenso Internacional del Sella
Pero, si por algo se relaciona el piragüismo a Asturias, es por la gran fiesta de las piraguas que rodea al Descenso Internacional del Sella. Esta competición, que se desarrolla a lo largo del río Sella durante 20 kilómetros dividida en distintas categorías y modalidades, se ha convertido en una cita fija tanto para los amantes del deporte como para aquellos que busquen la enorme fiesta que se produce cuando tiene lugar la prueba, a principios de agosto.

### Descenso Internacional del Cares
El Descenso Internacional del Cares discurre por las localidades asturianas de Mier (Peñamellera Alta) y Panes (Peñamellera Baja).
El recorrido de Mier a Panes tiene una longitud aproximada de 10 kilómetros. Con una dificultad media alta, este río es muy recomendado para personas que hayan experimentado con anterioridad la regata en canoa.
El río Cares, que discurre por uno de los parajes más maravillosos de Asturias, conlleva unas dificultades que permiten demostrar el nivel técnico de los mejores palistas. En cuanto a calidad, es una competición que incluso supera al Sella ya que para bajar el Cares hay que saber remar, por esta razón gusta tanto a los piragüistas. Se trata de un descenso muy duro debido a las dificultades de la presa y a los saltos grandes, complicados y peligrosos que tiene. Un río de montaña, muy atractivo en donde se demuestra el medio natural que hay en la zona oriental de Asturias.

## Remo
El remo cuenta en Asturias con una de las canteras más prolíficas del país. Potencial de cantera que quizás no tenga detrás el apoyo económico necesario, lo que convierte a esta comunidad en una de las mayores exportadoras de talentos dentro de España.

## Tenis
El tenis tiene mucho arraigo en Asturias, donde se comenzó a jugar sobre hierba a finales del siglo XIX siendo la cancha de tenis de esta superficie ubicada en la finca de "La Isla" (actual jardín botánico atlántico de Gijón) la primera utilizada en la región. A principios del siglo XX se fundaron los primeros clubes de tenis, como el Skating and Tennis Club y el Gijón Tennis Club, y en 1920 se celebra en Gijón por primera vez el Campeonato de España de Tenis. Posteriormente se consolida la práctica del tenis en el Real Grupo de Cultura Covadonga y en los clubes que han perdurado hasta la actualidad, Real Club de Tenis de Oviedo, Real Club de Tenis de Avilés y Real Club de Tenis de Gijón. Entre los tenistas asturianos destacados se encuentran Pablo Carreño, Galo Blanco y Juan Avendaño. En cuanto a competiciones, las más importantes que se celebran regularmente son el Torneo Dionisio Nespral y el Torneo Tenis Playa. Además, en Asturias se celebraron los partidos de España contra Kazajistán (octavos de final) y contra Estados Unidos (semifinal) de la Copa Davis 2012, en Oviedo y Gijón respectivamente; y en el Palacio de Deportes de Gijón se disputó el Torneo de Gijón del ATP Tour 2022.

## Deportes tradicionales asturianos
- Corta de troncos con hacha o con tronzón: como en muchos de los pueblos cercanos a los bosques, los antiguos asturianos convirtieron esta tarea en deporte. Existen distintas modalidades, pero principalmente se trata de realizar el mayor número de cortes en un tiempo determinado, o bien tardar el menor tiempo posible en cortar determinados troncos.
- La llave: consiste en lanzar desde 14 metros seis fichas de hierro a una llave, formada por una barra vertical clavada en el suelo a la que cortan tres barras horizontales. Normalmente se realizan 10 series de 6 lanzamientos cada equipo, que puede estar formado por una o varias personas. Cuando un jugador acierta a la llave en los 6 lanzamientos de los que consta una serie, se realiza una jugada superior que se denomina campanu o barrenu.
- Lanzamiento de barra: se ha de lanzar una barra metálica de 6,2 kilogramos (para mujeres o niños se usará una de 3 o 4 kg, o bien de otro material como la madera) lo más lejos posible. El lanzamiento se ha de hacer con los pies fijos y ligeramente separados, sin que en ningún momento se puedan levantar del suelo. La barra ha de caer tal y como salió de la mano, sin dar ninguna vuelta en el aire.

El material que se usa actualmente para las competiciones es una barra de hierro de forma cónica, con la boca en forma de bisel, de 81 centímetros de larga, 3 cm de diámetro y 7,257 kilos de peso. Además es necesaria una tabla de madera de 10x10 cm y 2 metros de larga, para marcar el inicio del campo de tiro, y un contrapeso de entre 500 gramos y 1,5 kilos, para facilitar el giro y ayudar al tirador a mantener el equilibrio. 
El campo de tiro se ubica al aire libre y en terreno llano. Tiene forma tronco-cónica, con una base recta donde se sitúa el tirador y un frente arqueado. Se debe marcar un campo de tiro y un pasillo de seguridad. El campo de tiro tiene 50 metros de largo y 8 de amplitud máxima, y está subdividido en cuatro partes que, desde el punto de tirada, tienen 5, 10, 15 y 20 metros de longitud respectivamente. El pasillo de seguridad sigue la forma cónica del campo y representa una prolongación de 4 metros de amplitud máxima hacia la parte frontal del mismo. 
El lanzador cogerá la barra por su punto medio, haciendo coincidir el dedo índice con el punto medio de la misma. Se situará delante de la tabla de madera y la punta de la barra irá a tocar el contrapeso haciendo girar el cuerpo. Seguidamente se lanzará la barra lo más lejos posible, que luego ha de caer vertical o inclinada y pegar en el suelo con el extremo grueso de la barra, sin haber girado en el aire. Se compite a 8 tiros y el ganador será el que alcance la mayor distancia posible. 
En las tiradas hay dos jueces, uno que controla que el lanzador no separe los pies de la tabla, y el otro cuyo encargo es decir, cuando cae la barra, si el tiro es nulo o válido. 
El tiro de barra se practicó en Aragón a lo largo de los siglos sin ningún reglamento oficial. Es en el año 1931 cuando se celebra el primer Campeonato de Tiro de Barra de forma oficial y bajo un reglamento basado en las normas tradicionales
- Carreras de lecheras: el participante recorrerá un circuito (que en campeonatos será de 25 metros de largo, habiendo de realizar dos vueltas) con dos pesas de igual masa, una en cada mano. Dependiendo de la edad, el sexo, o simplemente la dificultad que se le quiera dar, las cargas serán más o menos pesadas, habiéndolo convenido al principio del juego.
- Tiro de cuerda, Tiro de soga o Sokatira: dos equipos se sitúan uno enfrente del otro agarrando una cuerda, y el objetivo del juego es traer a los rivales hacia ti. Se sitúan marcas en el suelo y en la cuerda, y se da por terminada la tirada cuando ganas 4 metros sobre la posición inicial. Habitualmente en Asturias se tira de seis, pero en ocasiones se tira de ocho para adaptarse a la normativa de la Federación Internacional de Tiro de Cuerda.
- Tiro de palo: dos participantes, sin contacto físico, se sientan mirándose mutuamente y agarran un palo que intentar llevar hacia su territorio. Alternativamente, van variando la forma de coger el palo, ya sea por dentro (manos juntas entre las del oponente) o por fuera (al revés), diciéndose que tiene ventaja el que coge por dentro.

## Infraestructuras
El Principado posee instalaciones aptas para la práctica del deporte a lo largo de todo su territorio, con especial hincapié en la zona central de la región, en la que se encuentran la mayoría de ellas, al ir en consecuencia con la población. Entre todas ellas podemos destacar:
En Oviedo se encuentran el Centro Ecuestre El Asturcón, completísimo centro dedicado a la hípica inaugurado en 1999 y en el que se celebran importantes pruebas de este deporte; el campo municipal de golf Las Caldas, que consta de 18 hoyos; el complejo deportivo municipal de San Claudio (pabellón, campo de hierba sintética y gimnasios); el velódromo Luis Balagué; las piscinas municipales de Colloto, Parque del Oeste, La Corredoria, La Monxina, Olloniego, Tudela Veguín, Las Caldas, San Lázaro, Otero y Trubia; el Palacio de los Deportes, en su época uno de los más modernos de Europa con capacidad para 4.000 espectadores, con pista de atletismo cubierta y la posibilidad de realizarse cualquier evento deportivo, y otros polideportivos como Fozaneldi, La Carisa, Otero, Pumarín, Trubia, Vallobín, Ventanielles y Colloto. Respecto al fútbol, destaca el Estadio Carlos Tartiere, tanto el antiguo, que tenía una capacidad para 22.500 espectadores y fue sede del Mundial de España 82, como el nuevo, inaugurado en 2000, con capacidad para 30.500 espectadores, fácilmente aplicables a 40.000, lo que le convierte en el estadio con mayor capacidad de la comunidad autónoma. Otros campos de fútbol de titularidad municipal son el Hermanos Llana (sede del Astur CF), La Pixarra, el Manuel Díaz Vega o el J.A. Rabanal.
En Gijón están ubicados el Palacio de Deportes de Gijón, instalación estrella del deporte gijonés inaugurada en 1992, con posibilidades para albergar multitud de deportes y una pista central con capacidad para 7000 espectadores en la que se disputaron importantes torneos internacionales, además de ser sede del Gijón Baloncesto; el complejo deportivo Las Mestas (que alberga hipódromo, velódromo, anillo acuático, pista de atletismo, campo de fútbol americano, sala de musculación y pistas polideportivas), el complejo deportivo Moreda Natahoyo (pabellón, piscina, patinódromo, sala de musculación y sauna), el complejo deportivo El Llano Contrueces (pabellón, gimnasio, pistas de tenis, pistas de pádel y frontón), el complejo deportivo Pumarín Gijón Sur (pabellón, piscina, pistas de squash y sala de musculación), el complejo deportivo La Calzada (piscina, sala de musculación, pistas de tenis y pistas de pádel), y la Universidad Laboral (campos de fútbol, campo de hockey de hierba sintética y campo de béisbol). Además de estos complejos deportivos, existen las piscinas de Centro, El Llano y El Coto, y los pabellones deportivos de La Arena, Perchera-La Braña, Mata-Jove y La Tejerona. En lo que se refiere al fútbol, destaca el Estadio de El Molinón, con capacidad para 29.538 espectadores y ligado al Real Sporting de Gijón, además de otros terrenos municipales de fútbol como la Escuela de fútbol de Mareo y multitud de campos que alojan competiciones de fútbol aficionado. La villa cuenta también con campos de golf municipales como La Llorea (18 hoyos) o el Tragamón (9 hoyos), y privados como el Real Club de Golf de Castiello (18 hoyos). También cabe resaltar otras instalaciones como el campo de rugby de La Calzada o las instalaciones privadas del Real Grupo de Cultura Covadonga, el Real Club Astur de Regatas, el Real Club de Tenis de Gijón, o el Club Hípico Astur.
En Avilés sobresale la figura del complejo deportivo Avilés, compuesto por el Palacio de Deportes, con capacidad para 2800 personas, una piscina climatizada y un estadio de atletismo que está a la vanguardia de los mismos en todo el país, con la máxima tecnología y preparado para albergar cualquier competición del más alto nivel. Además, los avilesinos pueden disfrutar de los complejos de La Magdalena (pabellón, piscina, canchas de patinaje, squash y tenis, y salas de tenis de mesa, musculación y tiro olímpico), Los Canapés (pabellón, rocódromo, bolera, pistas de pádel y tenis, frontón y petanca), San Cristóbal (pista de rodadura de ciclismo y pista polideportiva), La Toba (campo de fútbol de arena, campos de hockey y fútbol de hierba sintética), Miranda (campo de fútbol, de fútbol 7 y de tiro con arco), El Quirinal (pabellón, pista de atletismo y piscina) y los polideportivos de La Luz y de Jardín de Cantos. También existe el Estadio Román Suárez Puerta, de titularidad municipal y sede del Real Avilés Industrial.
Fuera de los tres concejos más poblados, se han de mentar los campos de golf de La Rasa de Berbés (Ribadesella), El Viso (Salas), Cierro Grande (Tapia de Casariego), La Barganiza y La Fresneda (Siero) o el Golf Municipal de Llanes, además de infinidad de campos de fútbol, polideportivos y piscinas repartidos por los 78 concejos. Uno de los más ambiciosos proyectos del deporte regional son las instalaciones de La Morgal, situadas en Llanera, y que cuentan con cuatro piscinas, siete canchas de tenis y dos de pádel, campos de rugby, béisbol, sofbol, tiro con arco, dos de fútbol y tres de fútbol-7, aeródromo, velódromo, cuatro boleras, tres pistas polideportivas y un campo de golf de 9 hoyos. También son referencias centros como el campo de remo de Arbón (Villayón), el complejo de Lugones (pista polideportiva, campo de fútbol, piscina y pista de atletismo), el Centro de Tecnificación Deportiva de Trasona (Corvera) para piragüismo, remo y tiro con arco o la cima del Angliru para los fieles del ciclismo. En cuestión de deportes invernales, el Principado cuenta con dos estaciones invernales. Valgrande-Pajares (Lena) y la recién inaugurada Fuentes de Invierno (Aller).

## Escuela del Deporte del Principado de Asturias
La Escuela del Deporte del Principado de Asturias empezó a funcionar el curso 2005-06
1.—Se crea el Centro Público Escuela del Deporte del Principado de Asturias, con sede en el Instituto de Educación Secundaria de La Magdalena, Avilés, que impartirá las enseñanzas conducentes a la obtención de los títulos oficiales de Técnico Deportivo de Media Montaña, Fútbol y Atletismo.
2.—Las enseñanzas que se autorizan tendrán la consideración de enseñanzas deportivas de régimen especial. Al término de dichos estudios se otorgarán los títulos de Técnico Deportivo en la especialidad correspondiente, que serán equivalentes, a todos los efectos, al ciclo formativo de grado medio.
Oferta las siguientes enseñanzas: 
• Media Montaña (Técnico Deportivo en Media Montaña)
• Fútbol. (Técnico Deportivo y Técnico Deportivo Superior)
• Snowboard (Técnico Deportivo en Snowboard)
• Esquí alpino (Técnico Deportivo en Esquí alpino

## Olimpismo

### Relación de medallistas
| Deportista            | JJ. OO.        | Deporte       | Medalla |
| Enrique Rodríguez Cal | Múnich 1972    | Boxeo         | Bronce  |
| Herminio Menéndez     | Montreal 1976  | Piragüismo    | Plata   |
| Herminio Menéndez     | Moscú 1980     | Piragüismo    | Plata   |
| Herminio Menéndez     | Moscú 1980     | Piragüismo    | Bronce  |
| Alfonso Menéndez      | Barcelona 1992 | Tiro con arco | Oro     |
| Antonio Vázquez       | Barcelona 1992 | Tiro con arco | Oro     |
| Masa Rodríguez        | Barcelona 1992 | Hockey hierba | Oro     |
| Abelardo Fernández    | Barcelona 1992 | Fútbol        | Oro     |
| Javier Manjarín       | Barcelona 1992 | Fútbol        | Oro     |
| Luis Enrique Martínez | Barcelona 1992 | Fútbol        | Oro     |
| Miguel Ángel Angulo   | Sídney 2000    | Fútbol        | Plata   |
| Samuel Sánchez        | Pekín 2008     | Ciclismo      | Oro     |
| Juan Fernández        | Pekín 2008     | Hockey hierba | Plata   |
| Alberto Entrerríos    | Pekín 2008     | Balonmano     | Bronce  |
| Raúl Entrerríos       | Pekín 2008     | Balonmano     | Bronce  |
| Rubén Garabaya        | Pekín 2008     | Balonmano     | Bronce  |
| Ángela Pumariega      | Londres 2012   | Vela          | Oro     |
| Jessica Alonso        | Londres 2012   | Balonmano     | Bronce  |
| Pablo Carreño         | Tokio 2020     | Tenis         | Bronce  |
| Raúl Entrerríos       | Tokio 2020     | Balonmano     | Bronce  |
| Diego López           | París 2024     | Fútbol        | Oro     |
| Abel Serdio           | París 2024     | Balonmano     | Bronce  |

Medallistas no reconocidos por el COI
| Deportista  | JJ. OO.    | Deporte | Medalla |
| Pedro Pidal | París 1900 | Tiro    | Plata   |

### Federaciones
- Federación de Rugby del Principado de Asturias
- Real Federación de Fútbol del Principado de Asturias
- Federación de Atletismo del Principado de Asturias Archivado el 28 de diciembre de 2019 en Wayback Machine.
- Federación de Automovilismo del Principado de Asturias
- Federación de Baloncesto del Principado de Asturias
- Federación de Balonmano del Principado de Asturias
- Federación de Piragüismo del Principado de Asturias
- Federación de Natación del Principado de Asturias

### Otros enlaces
- Deporte Asturiano - Gobierno del Principado de Asturias
- Escuela del Deporte del Principado de Asturias Archivado el 24 de febrero de 2020 en Wayback Machine.
- Fútbol en Asturias
- Fútbol Regional y Fútbol Sala: Resultados y Clasificaciones
- Atletismo Asturiano
- Página oficial de Fernando Alonso
- Página web oficial del Gijón Baloncesto
- Página oficial del Real Sporting de Gijón S.A.D.
- Página oficial de la estación Invernal Asturiana de Valgrande-Pajares
- Balonmano en Asturias
- CicloAstur - ciclismo en asturias
- Ciclismo en Asturias
- Página oficial del Descenso del Sella
- Oviedo Rugby Club (División de Honor B)
- Descenso Internacional de Cares
- Asociación Deportiva Novares (patinaje de velocidad) Archivado el 23 de diciembre de 2018 en Wayback Machine.
- Magazine Oviedista Noticias del Real Oviedo Archivado el 13 de febrero de 2020 en Wayback Machine.
- Club Deportivo Gijón Mariners Fútbol Americano

- Datos: Q30681680
- Multimedia: Sports in Asturias / Q30681680